# Demetrios I Kantakouzenos
Demetrios I Kantakouzenos, född 1343, död 1384, var regerande despot av Morea mellan 1383 och 1383.